# Folgen der globalen Erwärmung in Afrika

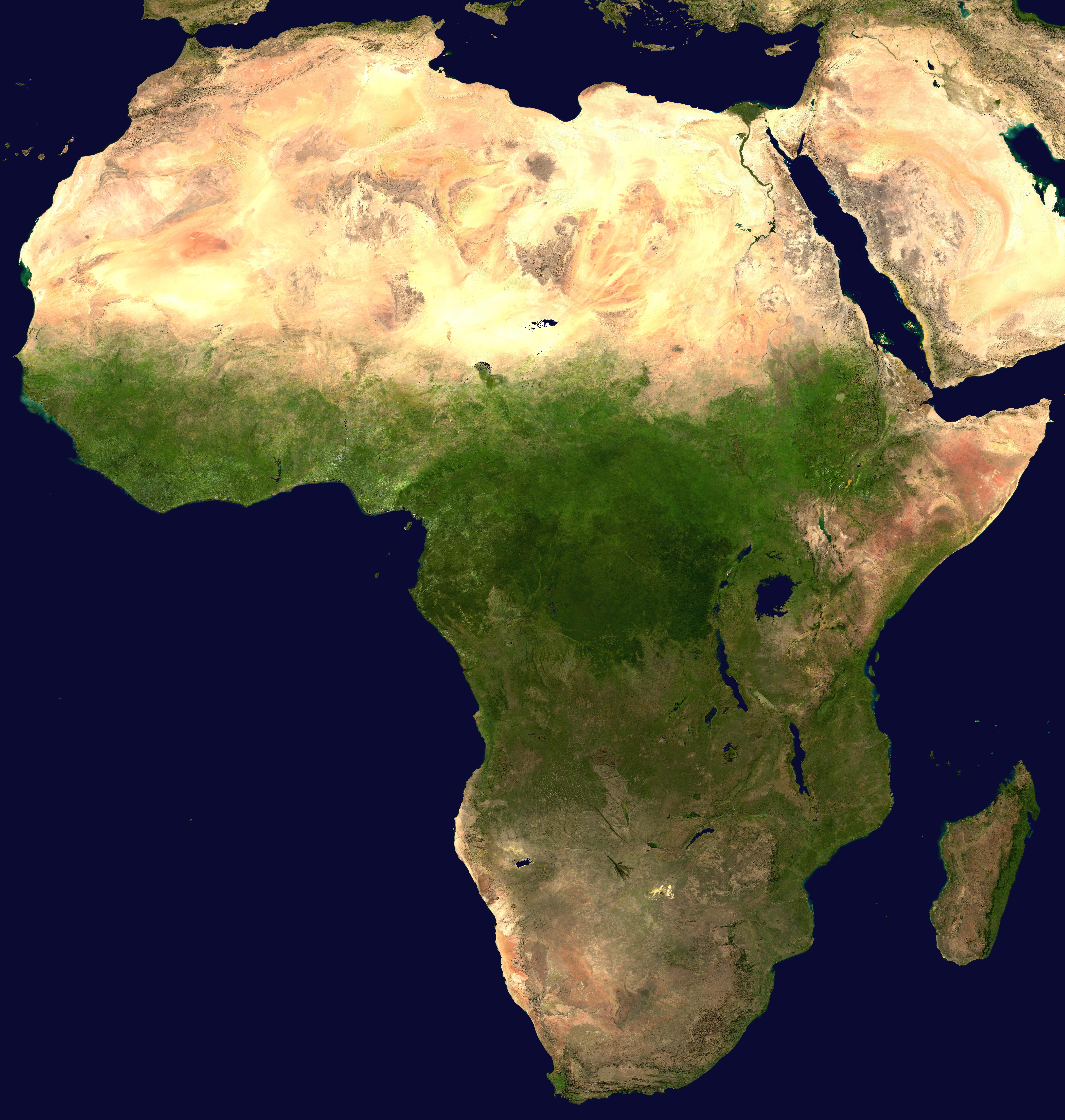
Satellitenbild-Mosaik Afrikas: Deutlich sind die ariden Gebiete mit Wüstenklima in Nordafrika (Sahara), am Horn von Afrika und im Westen des südlichen Afrikas (Kalahari) erkennbar. Als Folge der globalen Erwärmung wird eine Ausweitung dieser im Norden der Sahara und in Südwestafrika prognostiziert, jedoch ein Rückgang im Süden der Sahara und im äquatorialen Ostafrika.

Die Folgen der globalen Erwärmung in Afrika umfassen die regionalen Auswirkungen des menschengemachten Klimawandels in Afrika. Nach Angaben des Weltklimarats IPCC gehört Afrika zu den Kontinenten, die am stärksten von der globalen Erwärmung betroffen sind.
Diese hat global bereits zu einer Temperaturerhöhung von 1,2 °C gegenüber der vorindustriellen Zeit geführt.
Für den Großteil Afrikas wird bei gleichbleibender globaler Entwicklung der Treibhausgaskonzentration ein Temperaturanstieg von über 3 °C prognostiziert. Für Nordafrika und den Südwesten des südlichen Afrikas wird mit einer Abnahme der Gesamtniederschläge bis zum Ende des 21. Jahrhunderts gerechnet. Im südwestlichen Indik ist bei zunehmenden Temperaturen mit einer Abnahme der Anzahl an Zyklonen bei gleichzeitiger Zunahme ihrer Intensität zu rechnen. Darüber hinaus werden Extremwetterereignisse wie Hitzewellen, Starkregen und Dürren häufiger und dehnen sich zeitlich und räumlich aus.
Die klimatischen Veränderungen haben insgesamt negative Auswirkungen auf die wirtschaftliche Entwicklung und Ernährungssicherheit. Zu den gesundheitlichen Folgen zählen auch ein Anstieg der hitzebedingten Todesfälle und eine Ausweitung durch Stechmücken übertragener Infektionskrankheiten wie Malaria mit regionalen Ausnahmen. Ökologisch ist eine Zunahme der Gehölzbedeckung bzw. in trockenen Gebieten der Graslandbedeckung zu beobachten. Marine Hitzewellen bedrohen Korallenriffe, Seegraswiesen und Mangrovenwälder. Hinsichtlich dem prognostizierten Verlust an biologischer Vielfalt liegt der Kontinent an zweiter Stelle hinter Südamerika. Die letzten in Ostafrika gelegenen Gletscher des Kontinents werden voraussichtlich bis 2040 verschwunden sein. Der Meeresspiegelanstieg wirkt sich zudem negativ auf Küstenregionen aus, wo stark zunehmende Bevölkerungszahlen verzeichnet werden. Auch für sich dort befindende Stätten des kulturellen Erbes stellt der Meeresspiegelanstieg eine Bedrohung dar.
Der eigene Beitrag Afrikas zur globalen Erwärmung ist mit 2 bis 3 Prozent der weltweiten Treibhausgasemissionen geringfügig.

## Klimatische Veränderungen

### Klimazonen
Nordafrika und der äußerste Südwesten des Kontinents mit der Kalahari sowie das Horn von Afrika weisen in der Klimaklassifikation nach Köppen und Geiger heiße Wüstenklimate (BWh) auf, mit Jahresmitteltemperaturen über 18 °C. Im Norden Afrikas umfassen diese die Sahara, die größte Trockenwüste der Erde. Dort fallen weniger als 25 mm Regen im Jahr und die Temperaturen reichen von über 50 °C im Sommer bis unter den Gefrierpunkt im Winter. Kühler und deutlich weniger trocken ist es im Atlas im Norden Marokkos, Algeriens und Tunesiens, wo bis zu 1500 mm Regen pro Jahr fallen. Südlich der Sahara zwischen etwa 10 und 20 Grad nördlicher Breite liegt die etwa 600 km breite und über 5000 km lange semiaride Sahelzone. Die jährliche Niederschlagsmenge liegt dort je nach Region zwischen etwa 100 und 600 mm im Jahr und die Trockenzeit dauert 8 bis 10 Monate. Kalte Wüstenklimate (BWk) mit einer Jahresmitteltemperatur unter 18 °C finden sich im Nordosten Marokkos und dem angrenzenden Nordwesten Algeriens sowie im Südwesten Südafrikas und im Süden Namibias. Angrenzend an diese herrschen im Norden Marokkos und Algeriens sowie im Inneren Südafrikas kalte Steppenklimate (BSk) sowie sommerheißes Mittelmeerklima (Csa) nördlich an der Küste Marokkos und Algeriens. Die Gebiete südlich der Sahelzone weisen heiße Steppenklimate (BSh) auf, gefolgt von Savannenklimaten (Aw/As). Um den Äquator herrscht schließlich tropisches Monsunklima (Am) bis tropisches Regenwaldklima (Af) weiter im Inneren des Kontinents. Monsunbeeinflusstes feucht subtropisches Klima (Cwa) findet sich vor allem südlich des Äquators im Südosten Angolas und in Sambia.
In der für den Zeitraum 2071–2100 nach Szenario RCP8.5 der Treibhausgaskonzentrationen prognostizierten Klimaklassifikation für Afrika weichen in Angola und Sambia die monsunbeeinflussten feucht subtropischen Klimate den nördlich angrenzenden Savannenklimaten und die Steppenklimate im Süden verschieben sich weiter nach Norden. Im südlichen Afrika gehen die Regionen mit kaltem in heißes Wüstenklima über, d. h. sie werden Jahresmitteltemperaturen über 18 °C erreichen. Auch im Norden Marokkos und Algeriens breiten sich die heißen Wüstenklimate nach Norden aus, wohingegen im Süden der Sahara und im äquatorialen Ostafrika mit einem Rückgang dieser gerechnet wird. Insgesamt könnten sich die ariden Gebiete bis 2100 um etwa ein Viertel ihrer Größe von 1990 ausweiten, während bei reduzierten Treibhausgasemissionen nach Szenario RCP4.5 die Ausweitung auf etwa ein Zehntel der Größe von 1990 begrenzt werden könnte.
Af
BWh
Csa
Cwa
Cfa
Dsa
Dwa
Dfa
ET
Am
BWk
Csb
Cwb
Cfb
Dsb
Dwb
Dfb
EF
Aw/As
BSh
Csc
Cwc
Cfc
Dsc
Dwc
Dfc

BSk

Dsd
Dwd
Dfd

### Temperaturen

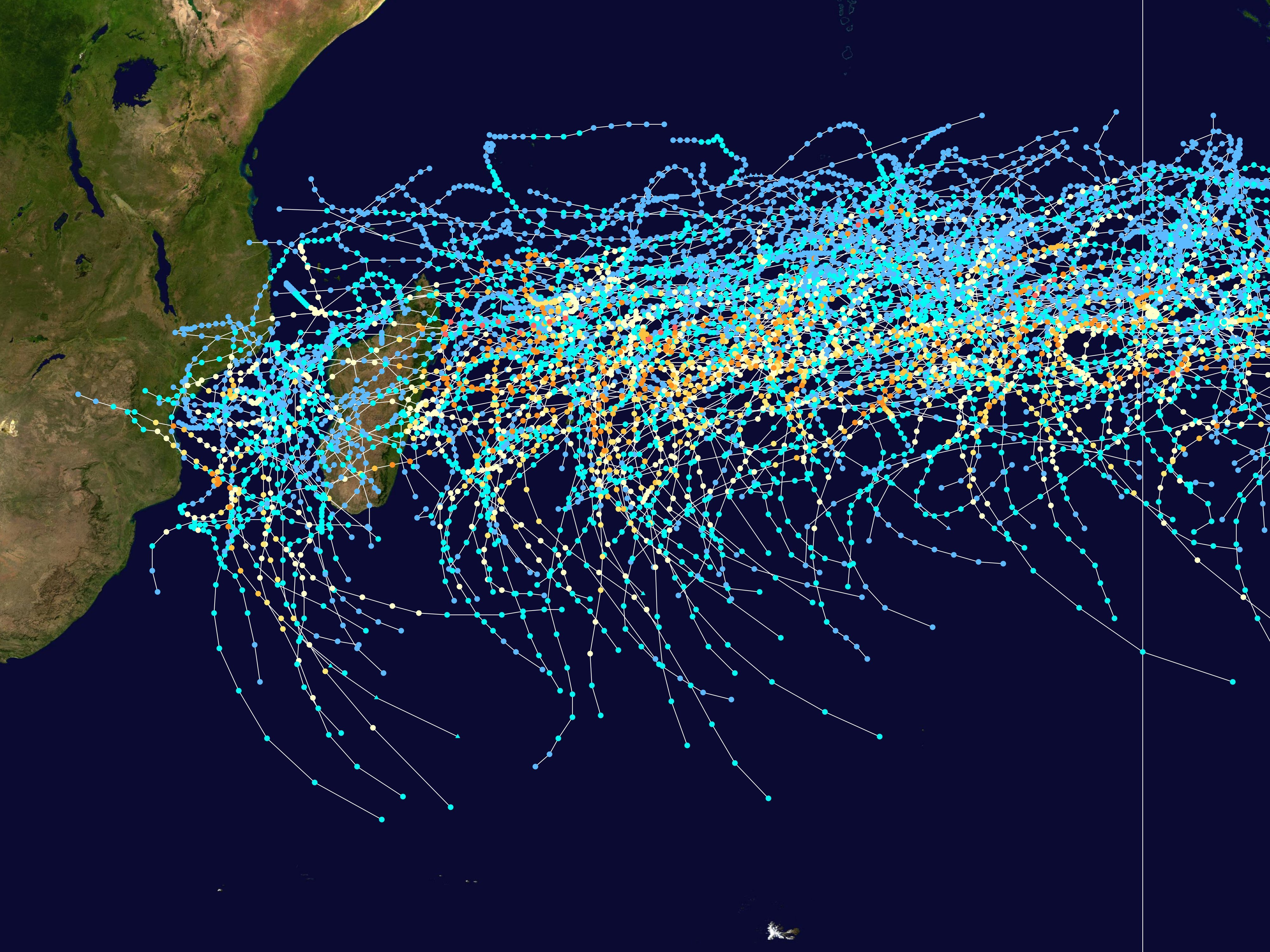
Zugbahn aller zwischen 1980 und 2005 aufgetretenen Stürme im südwestlichen Indik mit Farblegende nach alter Saffir-Simpson-Hurrikan-Windskala:
Tropisches Tief (0–62 km/h)
Tropischer Sturm (63–117 km/h)
Kategorie 1 (119–153 km/h)
Kategorie 2 (154–177 km/h)
Kategorie 3 (178–209 km/h)
Kategorie 4 (210–249 km/h)
Kategorie 5 (≥ 250 km/h)

Die Temperaturen auf dem afrikanischen Kontinent sind wegen des menschengemachten Klimawandels seit Beginn des 20. Jahrhunderts gestiegen. Besonders stark ist der Anstieg seit Mitte des 20. Jahrhunderts mit Raten von 0,2 bis in einigen Regionen 0,5 °C pro Jahrzehnt. In Nordafrika ist die Rate in den meisten Regionen doppelt so hoch wie im globalen Durchschnitt. Seit den 1970er Jahren stiegen die Temperaturen dort um 0,2 bis 0,4 °C pro Jahrzehnt. In Ostafrika erhöhten sich die Durchschnittstemperaturen zwischen 1973 und 2013 um insgesamt 0,7 bis 1 °C, im südlichen Afrika zwischen 1961 und 2015 um 1,04 bis 1,44 °C, in Westafrika seit 1970 um 1 bis 3 °C und in Zentralafrika seit 1960 um 0,75 bis 1,2 °C.
Für die zukünftige Temperaturentwicklung wird nach Stand des Sechsten Sachstandsberichts des IPCC für das Szenario RCP8.5 („Weiter wie bisher“) mit einem Anstieg von über 3 °C für alle Teile Afrikas gerechnet, mit Ausnahme von Zentralafrika, wo ein geringerer Anstieg von über 2,5 °C prognostiziert wird. Für die Anzahl der Tage mit Höchsttemperaturen über 35 °C wird bis 2050 mit einer Zunahme um 50 bis 100 Tage pro Jahr für Nordostafrika, Westafrika und den Osten und Westen des südlichen Afrikas gerechnet. Für Kältewellen wurde dagegen in den letzten Jahrzehnten eine Abnahme beobachtet und eine Fortsetzung dieses Trends ist wahrscheinlich. Die Meere erwärmen sich zeitverzögert mit den steigenden Temperaturen der Erdatmosphäre.

### Niederschläge
Die Entwicklung der Niederschlagsmengen in Afrika ist regional sehr unterschiedlich und weniger eindeutig. In Nordafrika nahm die Aridität zu. Der jährliche Gesamtniederschlag ging zwischen 1971 und 2000 zurück, jedoch wurde seit 2000 in Algerien und Tunesien und seit 2008 in Marokko wieder ein allmählicher Anstieg der Niederschläge beobachtet, die in den Maghrebstaaten vor allem in der Regenzeit im Herbst bis Frühling fallen. Starkregenereignisse nahmen in Nordwestafrika an Häufigkeit zu, wohingegen im Osten Nordafrikas seit den 1960er Jahren die Anzahl der Tage mit mehr als 10 mm Niederschlag abnahm. In der Sahelzone nahmen die Niederschlagsmengen zu Beginn des 20. Jahrhunderts insgesamt ab, mit zahlreichen Dürren in den 1970er und 1980er Jahren. In den letzten 20 Jahren erholten sich die Niederschlagsmengen dort. Auch in Westafrika nahmen die Niederschläge zwischen 1960 und 1980 ab und ab etwa Mitte der 1990er Jahre wieder zu, mit weniger, aber intensiveren Niederschlagsereignissen. Stärkere Niederschlagsereignisse traten ebenfalls im Sahel und am Golf von Guinea auf, insbesondere eine Verdreifachung mesoskaliger konvektiver Systeme zwischen 1982 und 2017 in der westafrikanischen Sahelzone. Im Sahel und in Westafrika wurden zudem ein später im Jahr auftretender westafrikanischer Monsun beobachtet, wobei dies im Sechsten Sachstandsbericht des IPCC mit „low confidence“ (geringe Verlässlichkeit) bewertet wird. In Zentralafrika gibt es aufgrund der sehr geringen Dichte an Wetterstationen nur wenig verlässliche Aussagen über die bisherige Entwicklung der Niederschlagsmengen, die jedoch auf eine Abnahme des Gesamtniederschlags hinweisen. In Ostafrika wurde am Äquator für die Regenzeit von Oktober bis Dezember eine Zunahme der Niederschlagsmengen seit den 1960er Jahren gemessen, während sich die von März bis Mai dauernde Regenzeit verkürzt hat und zwischen 1986 und 2007 deutlich abnehmende Niederschlagsmengen verzeichnete. Die steigenden Niederschläge im Oktober bis Dezember werden mit der Erwärmung des Indischen Ozeans in Verbindung gebracht. Im südlichen Afrika nahmen zwischen 1980 und 2015 in einigen Regionen in Namibia, Botswana und im Süden Angolas die Niederschläge zu. In Südafrika wurde dagegen in einigen Gebieten eine Abnahme der Niederschläge verzeichnet.
Die zukünftige Entwicklung der Niederschlagsmengen in Afrika lässt sich schwerer prognostizieren als Temperaturtrends. Simulationen gehen jedoch mit hoher Wahrscheinlichkeit von einem Rückgang der mittleren jährlichen Niederschlagsmengen in Nordafrika und im Südwesten des Südlichen Afrikas bis zum Ende des 21. Jahrhunderts aus.

### Stürme

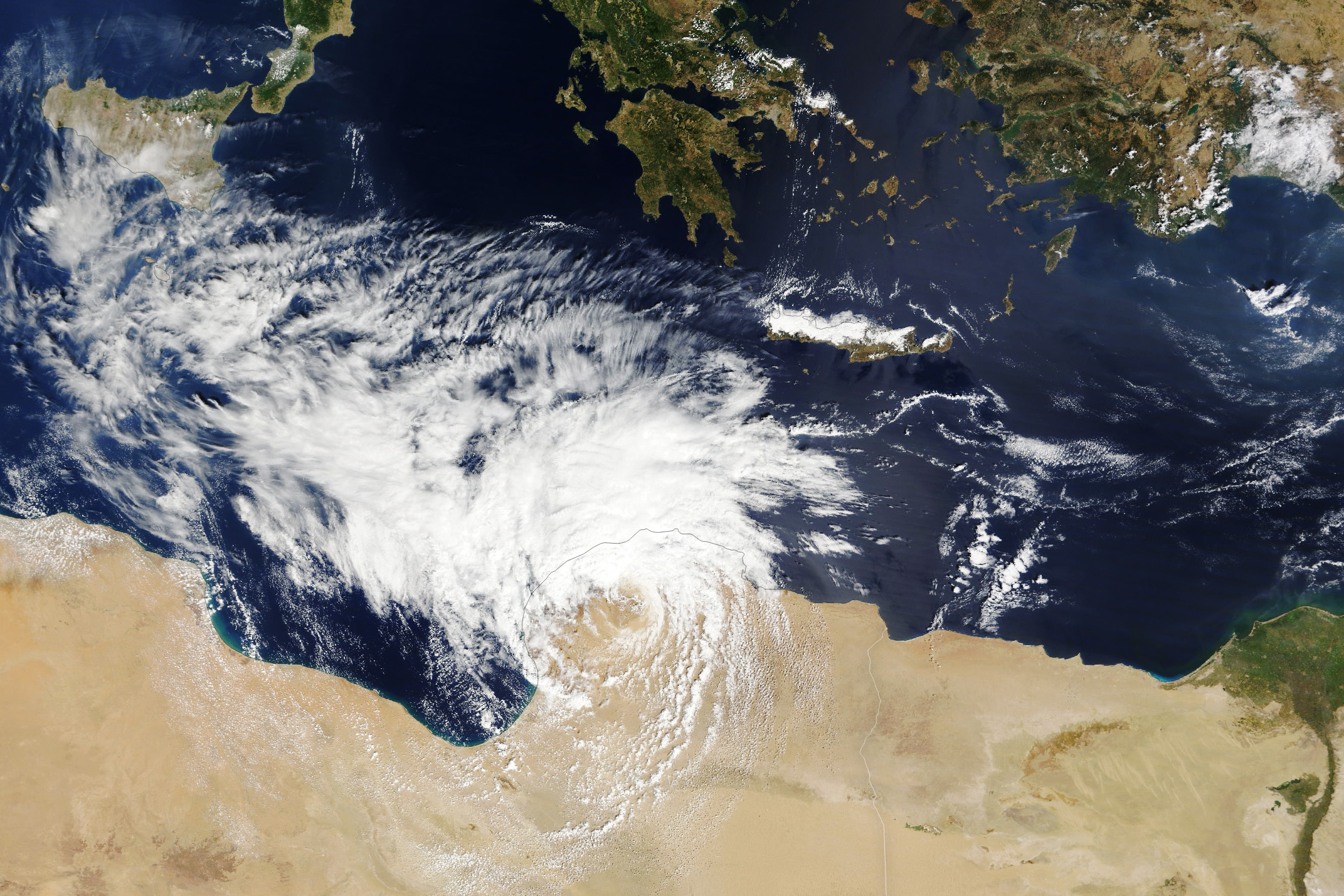
Bild des Terra-Satelliten von Medicane Daniel, der am 10. September 2023 auf die libysche Küste trifft.

Im südwestlichen Indik treten jedes Jahr durchschnittlich neun tropische Wirbelstürme auf, die in dieser Region Zyklone genannt werden. Von diesen treffen etwa fünf Prozent auf die Ostküste des südlichen Afrikas, wo sie in Mosambik, Simbabwe und Südafrika oft Überschwemmungen verursachen. Nach Stand des Sechsten Sachstandsberichts des IPCC gibt es bisher nur wenige Hinweise auf eine Zunahme an besonders starken Zyklonen in der Region. Mit der globalen Erwärmung wird jedoch eine Zunahme an Intensität der Zyklone prognostiziert bei gleichzeitiger Abnahme der Anzahl an Zyklonen insgesamt und einer Verschiebung der Zugbahn nach Norden. Einhergehend damit werden erhöhte Niederschlagsmengen weiter nördlich in Mosambik und im Süden Tansanias für die Monate Januar bis März erwartet, aber abnehmende südlich davon. Die abnehmenden Niederschläge würden insbesondere das Einzugsgebiet des Limpopo, eines Grenzflusses im Norden Südafrikas und Süden Mosambiks, betreffen. Durch die steigende Intensität der Zyklone ist zudem mit größeren Schäden in den betroffenen Ländern zu rechnen.
Im Nordafrika betreffenden Mittelmeerraum wurde laut dem Sechsten Sachstandsbericht des IPCC bisher ebenfalls keine deutliche Zu- oder Abnahme von Medicanes beobachtet. Jedes Jahr treten durchschnittlich 1 bis 2 dieser Stürme auf, die in etwa eine Kategorie 1 auf der Saffir-Simpson-Hurrikan-Windskala entsprechende Stärke erreichen. Für die Zukunft wird wie für die Zyklone im Südwestindik ein weniger häufiges, aber intensiveres Auftreten als wahrscheinlich angesehen.

## Auswirkungen

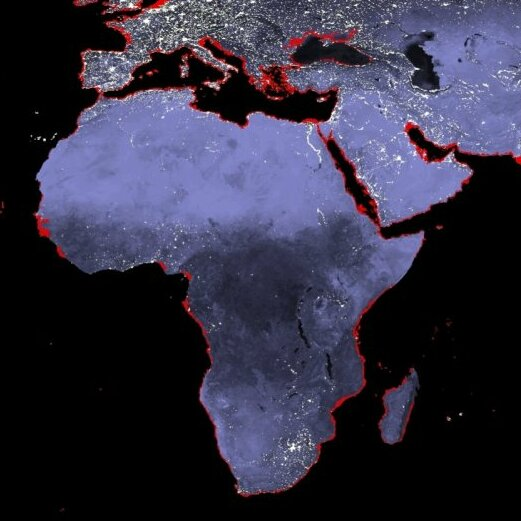
Afrika mit betroffenen Gebieten bei einem Meeresspiegelanstieg um 6 Meter in rot

Afrika ist einer der für die Auswirkungen des Klimawandels anfälligsten Kontinente, der dort zu einer stärkeren Erwärmung als im globalen Durchschnitt führt. Die Auswirkungen betreffen unter anderem den Wohlstand, die Ernährungssicherheit und die Gesundheit der Menschen in Afrika. Die ärmsten Teile der Bevölkerung sind von den Auswirkungen des Klimawandels besonders stark betroffen.

### Meeresspiegelanstieg
Der Meeresspiegel stieg 2019 um 5 mm pro Jahr in einigen Küstenregionen Afrikas und überstieg diesen Wert im Südwesten des Indischen Ozeans bei Madagaskar und östlich in Richtung Mauritius. In allen anderen Regionen entsprach der Meeresspiegelanstieg dem globalen Trend von 3 bis 4 mm pro Jahr. Nahe der Küste können die Werte jedoch noch einmal wenige Millimeter pro Jahr stärker oder schwächer ausfallen wie durch Altimeter-Messungen gezeigt wurde.
Afrika ist dabei der Kontinent in dem für Küstenregionen der größte relative Bevölkerungsanstieg und die größte Urbanisierung, vor allem in der Subsahara und in Ägypten, erwartet wird.

### Auswirkungen auf die Wasserressourcen

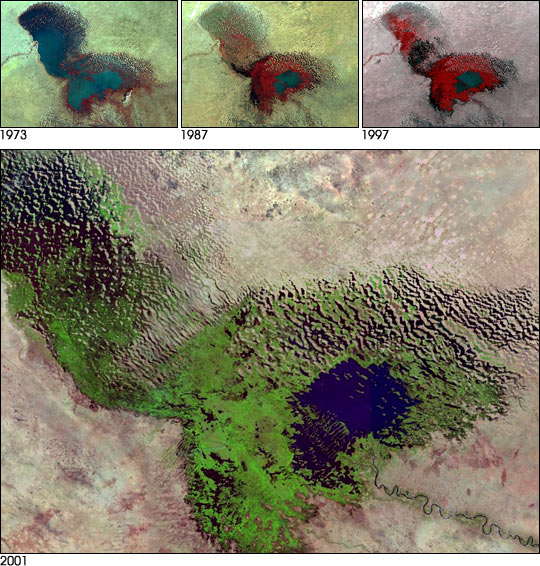
Zunehmende Austrocknung des Tschadsees – Satellitenbilder. Oben: 1973, 1987 und 1997. Großes Bild: 2001 (Falschfarbenfotografie, Wasserfläche blau, Vegetation grün)

Ein Großteil des Süßwassers Afrikas ist mit 660.000 km³ im Grundwasser gespeichert. Afrika hat 63 grenzüberschreitende Flusssysteme und 72 kartierte grenzüberschreitende Grundwasserleiter, wodurch eine sozioökologische Verbundenheit über die Landesgrenzen hinweg besteht. Der Klimawandel verursacht in einigen Regionen vermehrte Dürren und andererseits häufigere Starkregenereignisse. In der Sahelzone kam es jedoch seit den 1980er Jahren zu einer Erholung der Oberflächenwasser- und Grundwassermengen. In Westafrika sind die Wassermengen in den Flüssen durch geringere Niederschlagsmengen und höheren Wasserverbrauch dagegen insgesamt zurückgegangen. Insgesamt gibt es lokal unterschiedliche Trends. So sind beispielsweise im Einzugsgebiet des Nils die Niederschlagsmengen am Oberlauf gestiegen, dagegen am Unterlauf zurückgegangen. Auch die Auswirkungen auf Seen sind unterschiedlich. Besonders dramatisch sind die Entwicklungen am Tschadsee. Dieser schrumpfte zwischen 1963 und 2000 um 90 Prozent. Seitdem hat sich der Wasserstand jedoch durch die Zuführung von Grundwasser stabilisiert. Neben Veränderungen in den Niederschlagsmengen sind bei einigen Seen auch ein erhöhter Wasserverbrauch in den Einzugsgebieten ursächlich für sinkende Wasserstände.

### Dürren und Überschwemmungen
Durch die globale Erwärmung kommt es zu einer Zunahme an extremen Wetterereignissen wie Dürren und Starkregenereignissen. Zwischen 1900 und 2013 erlebte Afrika die meisten Dürren weltweit, wovon nach Asien die zweitmeisten Menschen betroffen waren. Mit der globalen Erwärmung nehmen Dürren und Starkregenereignisse weiter zu. In den letzten 50 Jahren starben über eine halbe Million Menschen in Afrika im Zusammenhang mit Dürren und es entstand ein wirtschaftlicher Schaden von über 70 Milliarden US-Dollar. Zwischen 2010 und 2020 waren noch mehr Menschen in Afrika von Überschwemmungen als von Dürren betroffen. Zwischen 2000 und 2015 nahm die Anzahl der von Überschwemmungen betroffener Afrikaner um 20 bis 24 Prozent zu. Ein Extrembeispiel sind die Überschwemmungen in Nigeria 2012, die etwa 3 Millionen Menschen betrafen.
Für einige Extremwetterereignisse gibt es Attributionsstudien, die einen Einfluss des menschengemachten Klimawandels auf die Wahrscheinlichkeit ihres Auftretens bestimmen. So zum Beispiel für die Überschwemmungen in der südafrikanischen Provinz KwaZulu-Natal im Jahr 2022 bei denen über 500 Menschen ums Leben kamen. Ein solches Ereignis würde in einem 1,2 °C kühleren Klima, also ohne Einfluss der Erderwärmung, etwa alle 40 Jahr auftreten, wohingegen es im bereits erwärmten Klima alle 20 Jahre wahrscheinlich ist. Auch die Hitzewelle in Algerien im April 2023 wurde durch die globale Erwärmung wahrscheinlicher.
| Extremwetterereignis                                                                     | Typ | Einfluss des menschengemachten Klimawandels | Beleg  |
| ---------------------------------------------------------------------------------------- | --- | --- | ------ |
| Überschwemmungen in Kenia während der kurzen Regenzeit in den Jahren 2012, 2016 und 2018 |     | Zunahme an intensiven Starkregenereignissen gegenüber vorindustrieller Zeit in insgesamt trockener werdenden Klima, jedoch anthropogener Einfluss statistisch nicht signifikant | [ 31 ] |
| Dürre in Kenia 2016                                                                      |     | Die niedrigen Regenfälle im Oktober bis Dezember waren vor allem im Nordwesten und Südosten des Landes ausgeprägt. Der Einfluss von La Niña lag bei etwa 16 bis 17 Prozent. Die Temperaturen fielen durch den Einfluss des menschengemachten Klimawandels höher aus, jedoch wurde bei den Niederschlagsmengen kein eindeutiger Trend festgestellt. | [ 32 ] |
| Dürre am Horn von Afrika 2020–2022                                                       |     | durch den menschengemachten Klimawandel um mindestens den Faktor 100 wahrscheinlicher geworden | [ 33 ] |
| Ernährungskrise in der zentralen Sahelzone 2022                                          |     | hohe Variabilität der Niederschläge und kurzer Datenzeitraum von ca. 40 Jahren, daher kein eindeutiger Einfluss des Klimawandels bestimmbar; Ernährungskrise auch durch andere Faktoren wie regionale Konflikte und steigende globale Nahrungsmittelpreise bedingt | [ 34 ] |
| Überschwemmungen in KwaZulu-Natal 2022                                                   |     | durch den menschengemachten Klimawandel sind die starken Regenfälle etwa doppelt so wahrscheinlich geworden bzw. die Intensität um 4 bis 8 % gestiegen | [ 28 ] |
| Überschwemmungen in Westafrika 2022                                                      |     | Die saisonalen Niederschläge in der Region des Tschadsees wurden in der Intensität durch den Klimawandel etwa 80-mal wahrscheinlicher bzw. die Regenfälle etwa 20 % intensiver und die einwöchigen extremen Regenfälle im unteren Nigerbecken etwa doppelt so wahrscheinlich bzw. etwa 5 % intensiver. | [ 35 ] |
| Hitzewelle im April 2023 in Spanien, Portugal, Marokko und Algerien                      |     | Wahrscheinlichkeit des Auftretens in einem Jahr im aktuellen Klima bei 0,25 %; durch den menschengemachten Klimawandel um mindestens den Faktor 100 wahrscheinlicher geworden | [ 29 ] |
| Überschwemmungen um den Kiwusee im April bis Mai 2023                                    |     | hohe Unsicherheiten in der Analyse durch mangelnde Klimadaten in der Region; Erdrutsche durch Entwaldung begünstigt | [ 36 ] |
| Überschwemmungen im Mittelmeerraum im September 2023                                     |     | Die extremen Regenfälle in Libyen wurden durch den Klimawandel um bis zu 50 Mal wahrscheinlicher und bis 50 % intensiver. Die gebrochenen Staudämme in Darna waren vermutlich nicht für so hohe Wassermassen ausgelegt und unzureichend gewartet. | [ 37 ] |
| Überschwemmungen am Horn von Afrika 2023                                                 |     | In der kurzen Regenzeit von Oktober bis Dezember wurden am Horn von Afrika 200 bis 500 mm mehr Niederschläge als gewöhnlich verzeichnet und teilweise die höchsten Niederschlagsmengen für die Jahreszeit überhaupt. Sowohl die El Niño-Southern Oscillation (ENSO) als auch der Indische-Ozean-Dipol (IOD) befanden sich in einer positiven Phase, die nachweislich die Wahrscheinlichkeit starker Regenfälle am Horn von Afrika erhöht. Für den untersuchten Zeitraum hatte der ENSO keinen signifikanten Einfluss, jedoch der IOD. Sowohl auf den Einfluss des IOD als auch die bisherige globale Erwärmung von 1,2 °C konnte jeweils eine Verdopplung der Intensität der Niederschläge zurückgeführt werden. | [ 38 ] |
| Hitzewelle in Madagaskar im Oktober 2023                                                 |     | Der Oktober 2023 war der heißeste in Madagaskar seit Aufzeichnungsbeginn. Durch die globale Erwärmung fielen die Temperaturen um etwa 1 bis 2 °C wärmer aus bzw. erhöhte sich die Wahrscheinlichkeit für das Erreichen der gemessenen Durchschnittstemperaturen um mindestens den Faktor 100. | [ 39 ] |
| Hitzewelle in Westafrika im Februar 2024                                                 |     | Vom 11. bis 15. Februar stiegen die Temperaturen teils über 40 °C. Die Hitzewelle wurde von hoher, das Gesundheitsrisiko steigender Luftfeuchtigkeit begleitet. Sie wurde durch den menschengemachten Klimawandel mindestens zehnmal wahrscheinlicher. | [ 40 ] |
| Dürre im südlichen Afrika 2024                                                           |     | Die Dürre wurde durch El Niño zweimal so wahrscheinlich. Durch den Anstieg der globalen Temperaturen steigen die Regenfälle im Dezember bis Februar, sodass Dürren weniger wahrscheinlich sind, wohingegen die Monate September bis November trockener werden. In der aktuellen Dürre wurde kein signifikanter Einfluss der Erderwärmung festgestellt. | [ 41 ] |

### Gletscherschwund

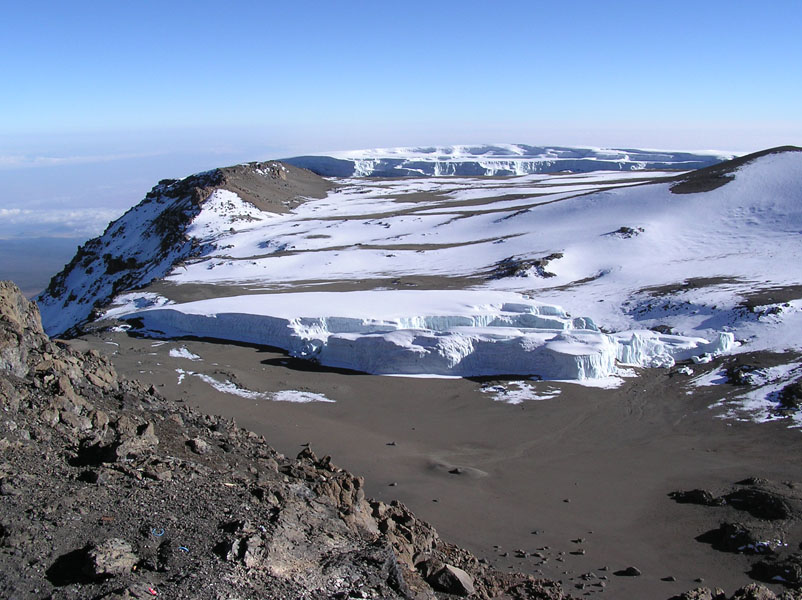
Blick vom Uhuru Peak im Kilimandscharo-Massiv über den Rest des Furtwängler-Gletschers zum Nordeisfeld im Jahr 2003

In Afrika sind lediglich drei Bergmassive in Ostafrika mit Gletschern bedeckt: Der Kilimandscharo (5895 m) in Tansania, das Ruwenzori-Gebirge (5109 m) in Uganda und das Mount-Kenya-Massiv (5199 m) in Kenia. Ihre maximale Größe erreichten diese während des Holozän. Seit Ende des 19. Jahrhunderts schrumpfen sie rapide, zum einen wegen der gestiegenen Lufttemperaturen und zum anderen wirken sich am Kilimandscharo und Mount-Kenya die abnehmenden Niederschläge und gesunkene Luftfeuchtigkeit negativ aus. Am Kilimandscharo ist die Gletscherfläche in 100 Jahren um rund 85 Prozent zurückgegangen, von 11,40 km² im Jahr 1912 auf 1,76 km² im Jahr 2011. Im Ruwenzori-Gebirge wurde ein Rückgang von ungefähr 2 km² im Jahr 1987 auf 1 km² im Jahr 2003 verzeichnet. Am Mount-Kenya ging der Lewis-Gletscher zwischen 2004 und 2016 um 44 Prozent zurück. Nach Stand des Sechsten Sachstandsberichts des IPCC werden die Gletscher am Kilimandscharo um 2040 ganz verschwunden sein und bereits um 2030 im Ruwenzori-Gebirge und am Mount-Kenya.

### Ökologische Folgen

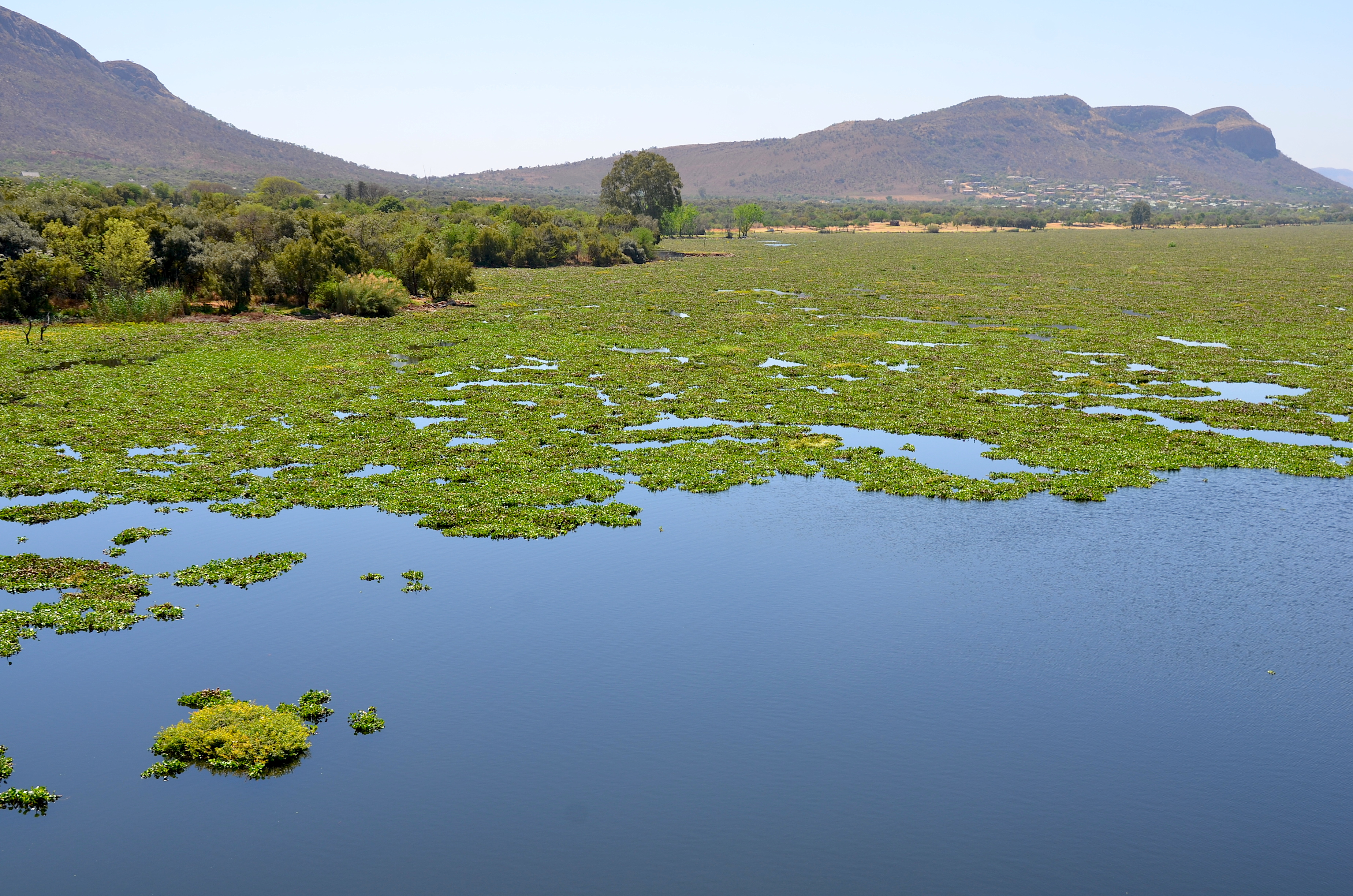
Wasserhyazinthen am Hartbeespoort-Stausee in Südafrika

Ein ökologischer Trend ist die Zunahme der Gehölzbedeckung, insbesondere in Savannen und Grasland, um etwa 2,4 % pro Jahrzehnt. In Regionen im Südwesten Afrikas mit aridem Klima nimmt auch die Grasbedeckung zu. Ursächlich sind die günstigeren Wachstumsbedingungen durch den CO2-Anstieg sowie das sich erwärmende und feuchtere Klima. Auch der Rückgang von Brandflächen und Weidedruck sind neben den klimatischen Entwicklungen ein Faktor. In 11 Prozent der Subsahara nahm die Biomasse jedoch wegen Rodungen für die Landwirtschaft ab, insbesondere in Miombo-Wäldern und Wäldern im Kongobecken.
In einigen Seen stiegen die Wassertemperaturen zwischen 1927 und 2014 um 0,2 bis 3,2 °C, was auf die globale Erwärmung zurückgeführt wird. Auch die physischen und chemischen Bedingungen änderten sich. In den tieferen Seen führen die höheren Temperaturen der Wasseroberfläche und die abnehmenden Winde zu weniger Vermischung mit den nährstoffreichen tieferen Wasserschichten. Dies führt zu einer Verringerung der biologischen Produktivität in der oberen sonnenbeschienenen Zone. Bei einem globalen Temperaturanstieg von 2 °C sind voraussichtlich 36,4 % der weltweiten Süßwasserfischarten bis zum Jahr 2100 lokal oder global vom Aussterben bedroht bzw. 56,4 % bei einem Temperaturanstieg von 4 °C. Aufgrund der steigenden Wassertemperaturen in Afrika wird mit einer Zunahme invasiver Fischarten auf Kosten einheimischer Arten gerechnet.
Auf marine Ökosysteme wirkt sich die globale Erwärmung bereits negativ aus. Marine Hitzewellen bedrohen die empfindlichen Ökosysteme der Korallenriffe, Seegraswiesen und Mangrovenwälder. Diese bieten Fischen einen Lebensraum, binden Kohlenstoff, fangen Sedimente und dienen als Küstenschutz. Am Indischen Ozeanen kam es 1998, 2005, 2010 und 2015/2016 zu massiven Korallenbleichen, sodass bis 2016 die mit Korallen bedeckten Flächen gegenüber 1998 um 30 bis 40 Prozent zurückgingen. Eine Ausnahme bildet die vor Madagaskar gelegene Straße von Mosambik. Die Erwärmung der Meeresoberflächentemperaturen, die die Nährstoffvermischung hemmt, hat die Phytoplanktonbiomasse im westlichen Indischen Ozean seit den 1960er Jahren um 20 Prozent reduziert, was möglicherweise zu einem Rückgang der Thunfischfänge führt. Die Ausbreitung von Mangrovenwäldern im südlichen Afrika verschiebt sich weiter nach Süden. Negativ auf die Mangrovenwälder wirken sich Zyklone aus. Im Jahr 2000 gingen in Mosambik durch den Zyklon Eline (siehe Hochwasser in Mosambik 2000) 48 Prozent der Mangrovenwaldflächen verloren.
Bei einem Anstieg der globalen Temperaturen um 2 °C wären schätzungsweise 11,6 % der Arten Afrikas vom Aussterben bedroht. Damit läge der Kontinent an zweiter Stelle hinter Südamerika hinsichtlich dem prognostizierten Verlust an Biodiversität. Bei einem Temperaturanstieg von über 2 °C könnten 20 Prozent aller Säugetiere Nordafrikas ihnen geeignete klimatische Bedingungen bietende Lebensräume vollständig verlieren. Von den 107 endemischen Säugetiere in der afro-arabischen Region, Sahara-Sahel und der Arabischen Wüste könnten etwa 17 % unter den aktuellen Klimawandeltrends vor 2050 aussterben. Die Migration von Arten aus anderen Regionen kann das lokale Aussterben teilweise kompensieren und in einigen Regionen zu einem Anstieg der lokalen Artenvielfalt führen, jedoch überwiegen Regionen mit einem prognostizierten Verlust an Artenvielfalt. Auch für einzelne invasive Pflanzenarten gibt es im Zusammenhang mit dem Klimawandel unterschiedliche Prognosen, so wird beispielsweise für das aus Mittelamerika stammende Mimosengewächs Prosopis juliflora mit einer weiteren Ausbreitung in Afrika gerechnet, dagegen für das giftige Wandelröschen mit einem Rückgang. Eine für Gewässer problematische Art ist die aus dem tropischen Südamerika stammende Dickstielige Wasserhyazinthe. Diese könnte sich mit steigenden Wassertemperaturen in Gewässern wie dem Victoriasee weiter ausbreiten. Am Victoriasee, wo sie seit mindestens 1989 auftritt, bedeckten die Wasserhyazinthen um 1996 bereits 80 % des ugandischen Ufers, jedoch wurden seitdem auch erfolgreiche Bekämpfungsmethoden gefunden, darunter der Einsatz der Rüsselkäferarten Neochetina eichhorniae und Neochetina bruchi.

### Auswirkungen auf Besiedlung und Infrastruktur
| Region           | Szenario RCP2.6 (Erwärmung um 1,7 °C) | Szenario RCP8.5 (Erwärmung um 2,5 °C) |
| ---------------- | ------------------------------------- | ------------------------------------- |
| Ostafrika        | 6,9 Millionen                         | 10,1 Millionen                        |
| Westafrika       | 17,0 Millionen                        | 54,4 Millionen                        |
| Zentralafrika    | 2,6 Millionen                         | 5,1 Millionen                         |
| Südliches Afrika | 0,9 Millionen                         | 1,5 Millionen                         |
| Subsahara-Afrika | 28,3 Millionen                        | 71,1 Millionen                        |

Afrika ist eine der Regionen der Welt mit der am schnellsten fortschreitenden Urbanisierung. Zwischen 2005 und 2015 lag die Zunahme der urbanen Bevölkerung bei 3,6 Prozent. Etwa 57 Prozent der Bevölkerung leben in ländlichen Regionen. Bis 2050 wird eine Verringerung auf unter 40 Prozent prognostiziert. Die höchste Urbanisierung verzeichnen die Küstenregionen Afrikas. Bis 2020 könnten sie etwa 200 Millionen Menschen umfassen. Der Klimawandel ist einer der Hauptantreiber der Migration, insbesondere in der Subsahara. Städtische Regionen sind von Wetterextremen wie Überschwemmungen und Hitzewellen jedoch besonders betroffen. Hinsichtlich Hitzewellen ist die Datenlage in Afrika jedoch dünn.

### Wirtschaftliche Folgen
Steigende Temperaturen und abnehmende Niederschläge wirken sich negativ auf die wirtschaftliche Produktivität Afrikas aus und dies stärker als in anderen Regionen der Welt. Nach einer Schätzung war das Bruttoinlandsprodukt (BIP) pro Kopf in Afrika im Durchschnitt für den Zeitraum 1991 bis 2010 um 13,6 Prozent niedriger als es ohne den Einfluss der globalen Erwärmung gewesen wäre. Am stärksten war der Einfluss des Klimawandels auf das BIP in den Ländern der Sahelzone wie Mauretanien, Mali und Niger und am geringsten in Südafrika, Algerien und Marokko sowie in Lesotho, wo als einziges afrikanisches Land ein sogar positiver Einfluss gesehen wird. Die Agrarwirtschaft ist einer der durch den Klimawandel gefährdetsten Sektoren. Etwa 60 Prozent der afrikanischen Bevölkerung arbeitet im Agrarsektor, der durch steigende Temperaturen und vermehrte Dürren an Produktivität einbüßt. Im Durchschnitt trägt die Landwirtschaft in afrikanischen Ländern 15 Prozent zum BIP bei, die Spanne reicht jedoch von unter 3 Prozent in Botswana und Südafrika bis zu über 50 Prozent im Tschad. In Subsahara-Afrika machen Kleinbauernhöfe etwa 80 Prozent aller landwirtschaftlichen Betriebe aus und beschäftigen etwa 175 Millionen Menschen. In geringerem Umfang sind auch andere Wirtschaftsbereiche wie Handwerk und Industrie sowie der Tourismus negativ vom Klimawandel betroffen.

### Gesundheitliche Folgen

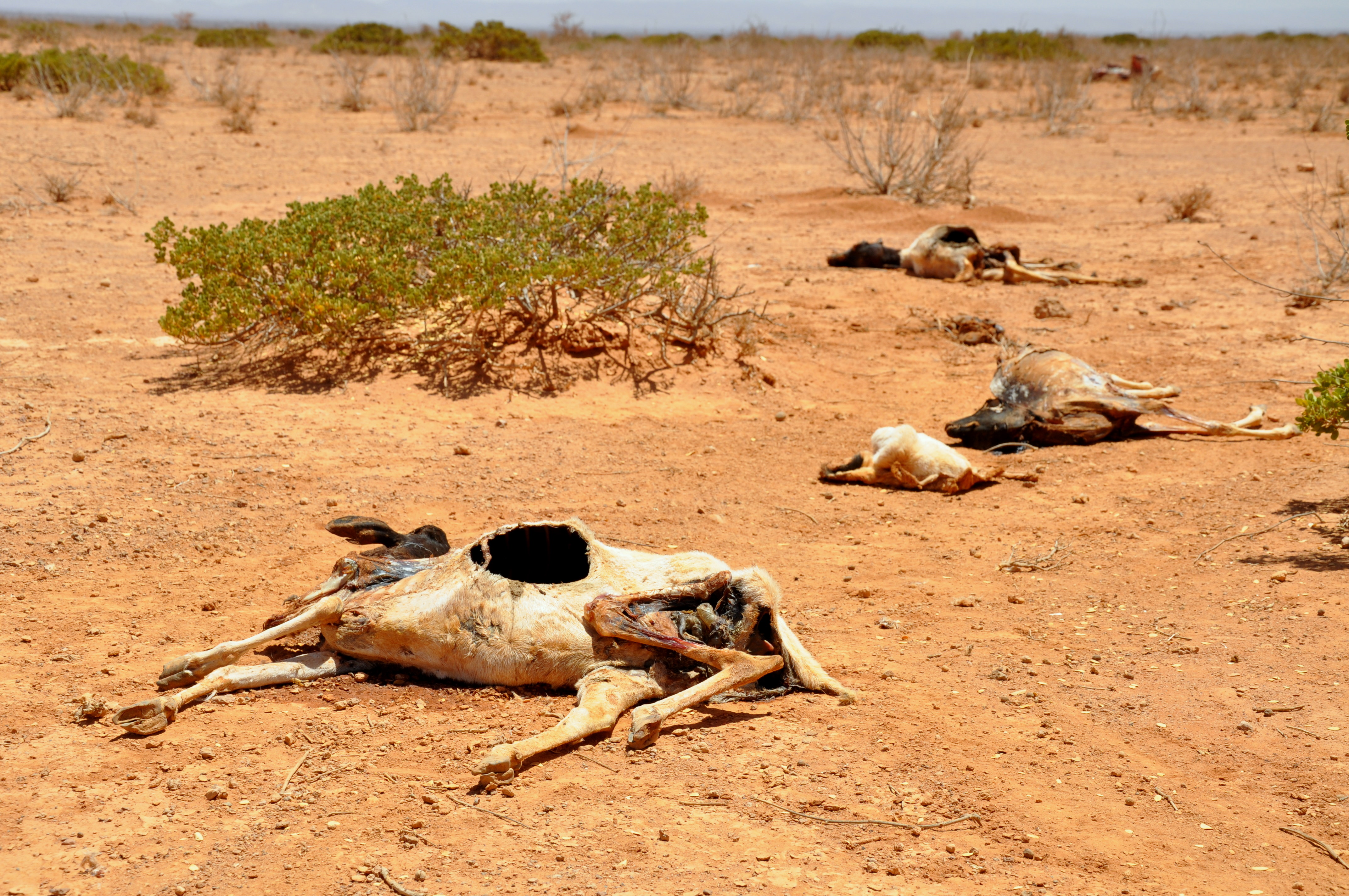
Verendetes Vieh in Somaliland während der Hungerkrise am Horn von Afrika 2011

Zu den Folgen der globalen Erwärmung für die Gesundheit zählen Unterernährung und Hungersnöte durch Ernteausfälle, hitzebedingte Todesfälle, die Ausbreitung von Infektionskrankheiten und psychische Auswirkungen.

#### Ernährungssicherheit
Neben politischer und ökonomischer Instabilität sind der Klimawandel und Klimaextreme eine der Hauptursachen für eine steigende Unterernährung. Über 250 Millionen Menschen in Afrika sind bereits unterernährt. Angesichts der steigenden Temperaturen und der zunehmenden Dürregefahr auf dem gesamten Kontinent wird mit einem starken Rückgang der Ernteerträge gerechnet. Auch die an Frequenz und Intensität zunehmenden Starkregenereignisse wirken sich negativ aus. Im Afrika südlich der Sahara ist nach Jahrzehnten des Rückgangs die Anzahl der unterernährten Menschen seit 2012 um 45,6 % gestiegen. In Madagaskar führten 2021 Sandstürme und mehrere schwere Dürrejahre in Folge zu unbestellbaren Feldern und Hungersnöten.
Die Bewohner in Ländern des globalen Südens sind hierbei besonders stark von drohenden Hungersnöten betroffen. Ihnen fehlen entsprechende Ressourcen für die Bewältigung der Folgen der Klimakrise.

#### Hitzebedingte Todesfälle
| Zusätzliche hitzebedingte Tote pro Jahr je 100.000 Einwohner | Zusätzliche hitzebedingte Tote pro Jahr je 100.000 Einwohner |
| Erderwärmung                                                 | Todesfälle                                                   |
| ------------------------------------------------------------ | ------------------------------------------------------------ |
| 1,5 °C                                                       | 15                                                           |
| 2,5 °C                                                       | 50–180                                                       |
| 4,4 °C                                                       | 200–600                                                      |

Durch die Erderwärmung steigen auch die durch Hitze verursachten Todesfälle, wovon Afrika nach Prognosen stärker betroffen sein wird als Regionen der nördlichen Hemisphäre. Einer Studie aus dem Jahr 2021 zufolge ließen sich für Südafrika bereits 43,8 Prozent der hitzebedingten Todesfälle zwischen 1991 und 2018 auf den menschengemachten Klimawandel zurückführen. Am gefährlichsten sind hohe Temperaturen dabei für die Altersgruppen unter 5 und insbesondere ab 65 Jahren. Die Anzahl der kältebedingten Todesfälle ist jedoch deutlich höher. Von allen Todesfällen in Südafrika sind einer weiteren Studie nach 3,4 Prozent bzw. rund 17.000 Todesfälle jährlich temperaturbedingt, aufgeteilt auf 3,0 Prozent (rund 15.000 jährlich) kältebedingte und 0,4 Prozent (rund 2000 jährlich) hitzebedingte Todesfälle. Bei einer globalen Erwärmung um 1,5 °C wird ein Anstieg der hitzebedingten Todesfälle in Afrika um 15 zusätzliche jährlich pro 100.000 Einwohner prognostiziert. Bei 2,5 °C Erderwärmung wären es 50 bis 180 und bei 4,4 °C Erderwärmung 200 bis 600 in einigen Regionen in Nord-, Ost- und Westafrika.

#### Ausbreitung von Infektionskrankheiten
Steigende Temperaturen und Starkregen begünstigen die Ausbreitung von Infektionskrankheiten. Zum einen durch Ausweitung der Verbreitungsgebiete tropischer Arten in höhere Breiten und Höhenlagen. Zum anderen steigt die Infektionsrate mit höheren Temperaturen und zudem treten beispielsweise Malaria-Epidemien oft nach schweren Regenfällen auf, die durch den Klimawandel häufiger werden. Für 2018 wurden in Subsahara-Afrika rund 405.000 Tote bei 228 Millionen Malariainfektionen verzeichnet. 2017 waren 93 % der weltweit an Malaria verstorbenen Afrikaner. Malaria wird über Parasiten der Gattung Plasmodium hervorgerufen und hauptsächlich über die als Wirte genutzten Stechmücken der Gattung Anopheles übertragen. Die Mücken haben sich im Osten Afrikas durch die Erderwärmung in höhere Lagen ausgebreitet. Im südlichen Afrika ist die Infektionsrate durch die klimatischen Veränderungen gestiegen. Für das Worst-Case-Szenario der Treibhausgasentwicklung RCP8.5 wird prognostiziert, dass bis 2080 im südlichen und östlichen Afrika 75,9 Millionen Menschen mehr einem Ansteckungsrisiko ausgesetzt würden. Andernorts wird jedoch auch mit zunehmender globaler Erwärmung eine Abnahme der Malariafälle vorausgesehen. So zum Beispiel bei 1,7 °C Erderwärmung zunächst in Westafrika und bis 2050 bei 2,5 °C Erderwärmung auch in Teilens des südlichen Zentralafrikas und trockeneren Regionen Ostafrikas sowie bis 2100 bei über 4 °C Erderwärmung im Westen der Sahelzone und weiteren Teilen des südlichen Zentralafrikas.
Durch die Erderwärmung haben sich auch weitere durch Mücken übertragene Krankheiten wie das Denguefieber, der Zika-Virus, der Chikungunya-Virus und das Rifttalfieber insbesondere in höhere Lagen weiter ausgebreitet. Die häufigsten Überträger sind die in Subsahara-Afrika verbreitete Gelbfiebermücke (Aedes aegypti) und die Asiatische Tigermücke (Aedes albopictus). Letztere kommt ursprünglich aus Asien und wurde unter anderem in Afrika eingeschleppt, wo sie seit etwa 1990 in Südafrika und mindestens seit 1991 in Nigeria vorkommt. Beide Mückenarten kommen zudem in Madagaskar vor. Seit 1999 ist die Asiatische Tigermücke zudem in Kamerun, seit 2001 auf der Insel Bioko in Äquatorialguinea und seit 2006 in Gabun nachgewiesen. Ihr Verbreitungsgebiet wird sich bis 2050 bei einer Erderwärmung über 2 °C vermutlich weiter auf Burkina Faso, den Tschad und Mali ausweiten.
Durchfallerkrankungen durch unter anderem Cholera und Humane Rotaviren haben in Afrika eine höhere Todesrate als in anderen Weltregionen und sind vor allem für Kinder unter 5 Jahren gefährlich. Höhere Temperaturen und extremere Niederschlagsereignisse verstärken die Gefahr oft. Die Überlebensrate der meisten Mikroorganismen steigt mit höheren Temperaturen bis zu einem bestimmten Grad, wodurch diese damit auch vermehrt in menschliche Nahrung gelangen. Auch sind die Nahrungsgewohnheiten von Menschen bei hohen Temperaturen und Aufenthalten im Außenbereich tendenziell weniger auf durch Kochen, Braten oder Gefrieren bakteriell sichereres Essen ausgelegt und die Nahrung möglichen Außeneinwirkungen beispielsweise durch Tiere oder Staubpartikel ausgesetzt. Bei starken Hitzewellen kann es zudem durch gestiegene Energienachfrage zu Stromausfällen kommen, die die Kühlketten von Nahrungsmitteln unterbrechen können. Choleraausbrüche treten im Südosten Afrikas am häufigsten nach Zyklonen auf, die schwere Niederschläge mit sich bringen und dabei Infrastruktur zerstören und Trinkwasser verunreinigen. Ein Beispiel ist der Zyklon Kenneth, der 2019 Mosambik traf.

#### Psychische Auswirkungen
Hohe Temperaturen, die durch die globale Erwärmung verstärkt auftreten, wirken sich negativ auf die psychische Gesundheit von Menschen aus. In Südafrika wurde ein Zusammenhang hoher Temperaturen mit psychischen Problemen und Suiziden festgestellt. So wurden in Südafrika bei Temperaturen über 30 °C gegenüber Temperaturen unter 20 °C eine um 18 % höhere Zahl an Tötungsdelikten verzeichnet.

### Auswirkungen auf das kulturelle Erbe
Die globale Erwärmung stellt auch eine Bedrohung für das kulturelle Erbe Afrikas dar. Der Meeresspiegelanstieg betrifft einige an den afrikanischen Küsten gelegene Stätten. Beispiele an der Mittelmeerküste sind in Algerien die römischen Ruinen in Tipasa und die Kasbah in Algier, in Tunesien Karthago und die Byzantinische Festung in Ounga sowie in Libyen die Hafenstadt Sabrata. Ein Beispiel an der Küste des Indischen Ozeans ist die zum UNESCO-Welterbe gehörende Altstadt von Lamu Town auf dem Lamu-Archipel in Kenia. Die Mangroven des Lamu-Archipels bieten einen natürlichen Küstenschutz, sind jedoch durch die sich verändernden klimatischen Bedingungen bedroht. Weiteres kulturelles Erbe stellen 111 vor den Küsten Afrikas verzeichnete Schiffswracks dar, davon 41 in Südafrika. Ebenfalls bedeutend ist Herakleion, eine im 8. Jahrhundert n. Chr. versunkene Küstenstadt in Ägypten mit über 60 zugehörigen Schiffswracks, darunter die Überreste einer 2200 Jahre alten, 25 Meter langen, ptolemäischen Galeere, die 2021 entdeckt wurden. Zunehmende Sturmfluten und Unwetter verschlechtern die Integrität von hölzernen Schiffswracks und die Versauerung der Meere kann Metallteile negativ beeinflussen. Darüber hinaus gibt es jedoch kaum Kenntnisse zu den Folgen der globalen Erwärmung auf die Unterwasserarchäologie, die in Afrika auch nur in geringem Umfang stattfindet.
Auf dem afrikanischen Kontinent findet sich zudem rund 800 bekannte Stätten mit Felsmalereien, die über eine Zeitspanne von mehr als 10.000 Jahren entstanden sind. Der menschengemachte Klimawandel könnte sich negativ auf diese auswirken. So wurde zum Beispiel im südafrikanischen Golden-Gate-Highlands-Nationalpark eine Zunahme des Flechtenbewuchs auf den Felsoberflächen beobachtet, wodurch Felsmalereien der San schneller verloren gingen.

Kulturelles Erbe an den Küsten Afrikas
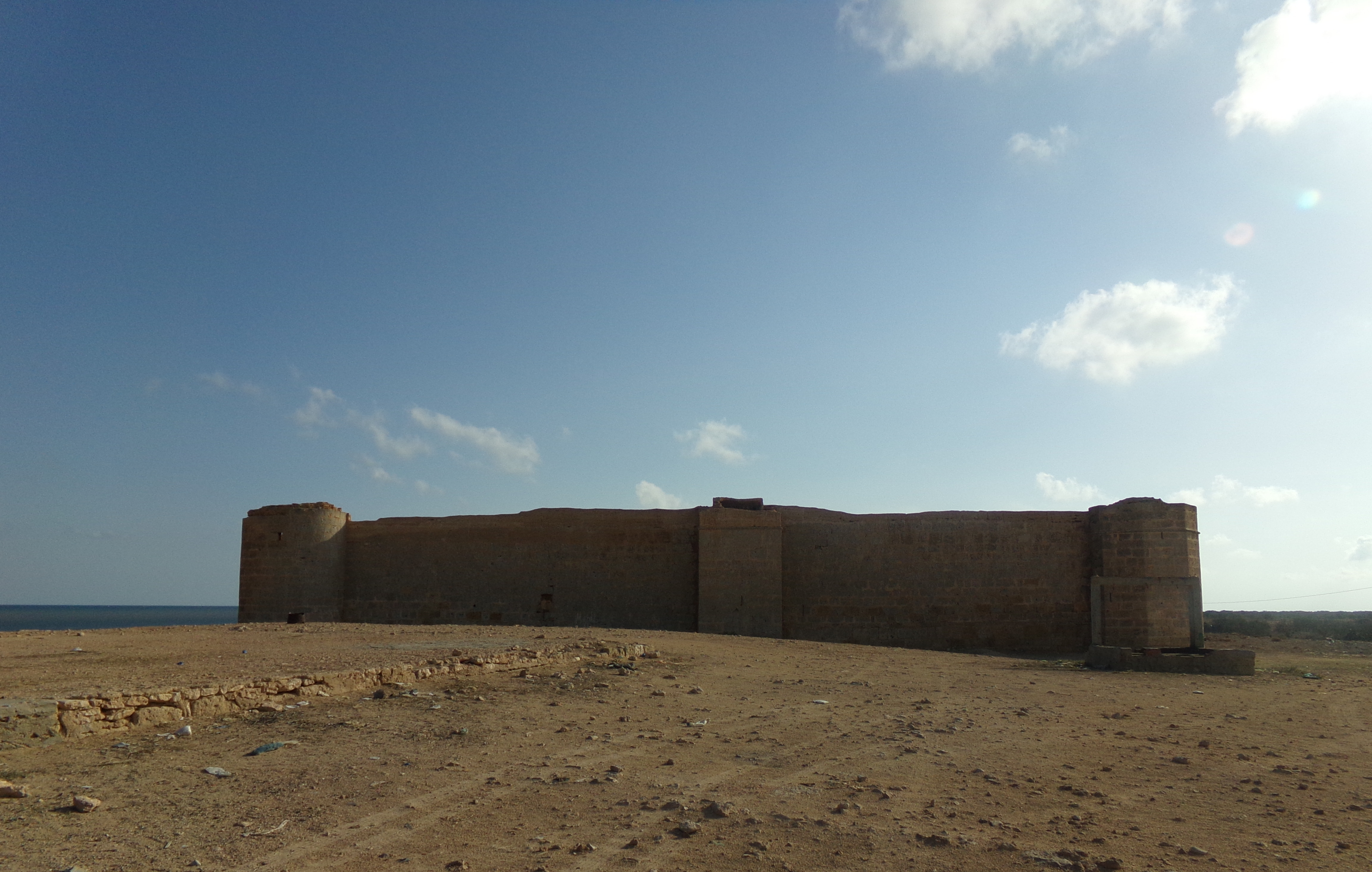
Byzantinische Festung in Ounga, Tunesien
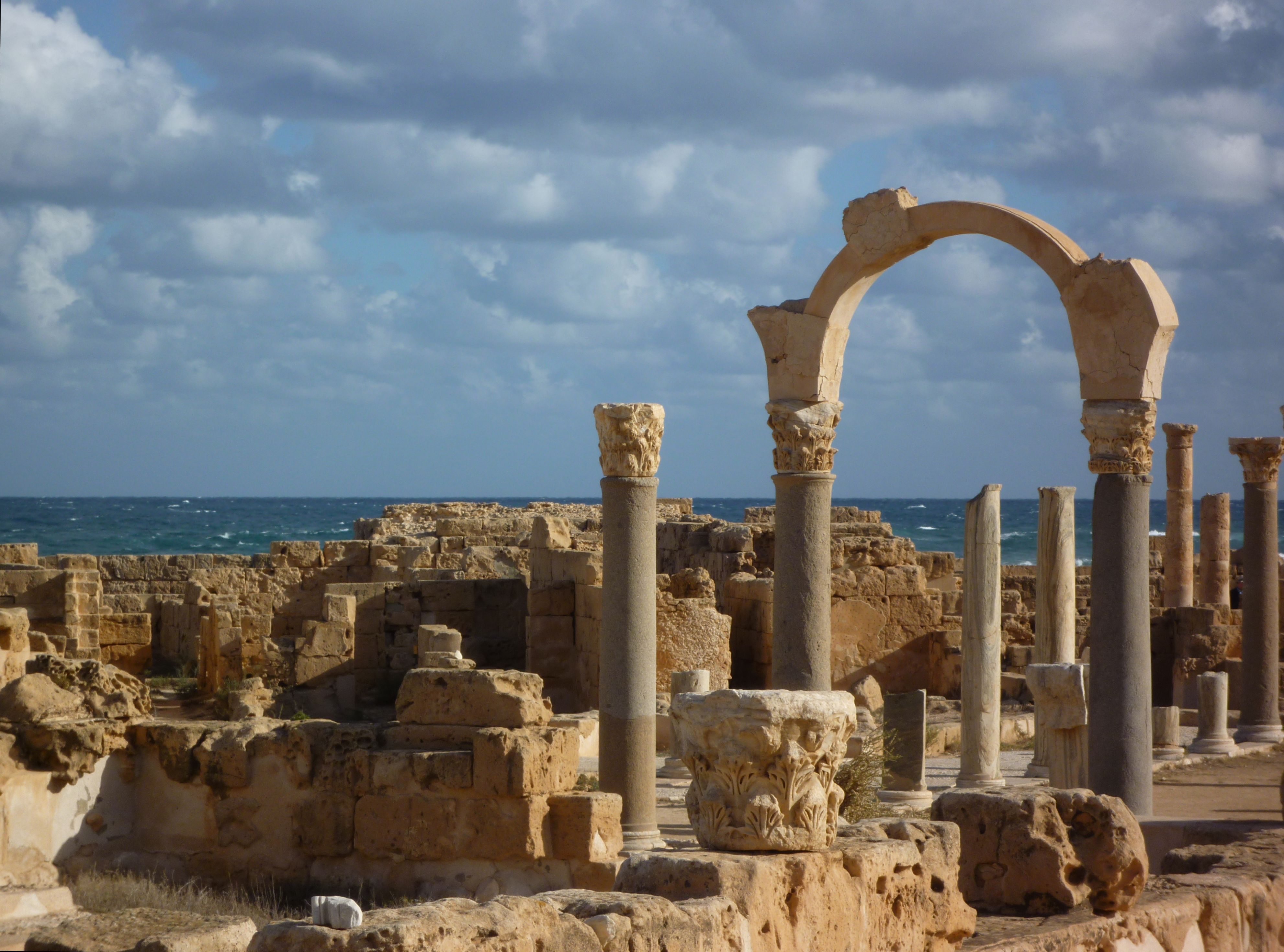
Forumsgelände in Sabrata, Libyen
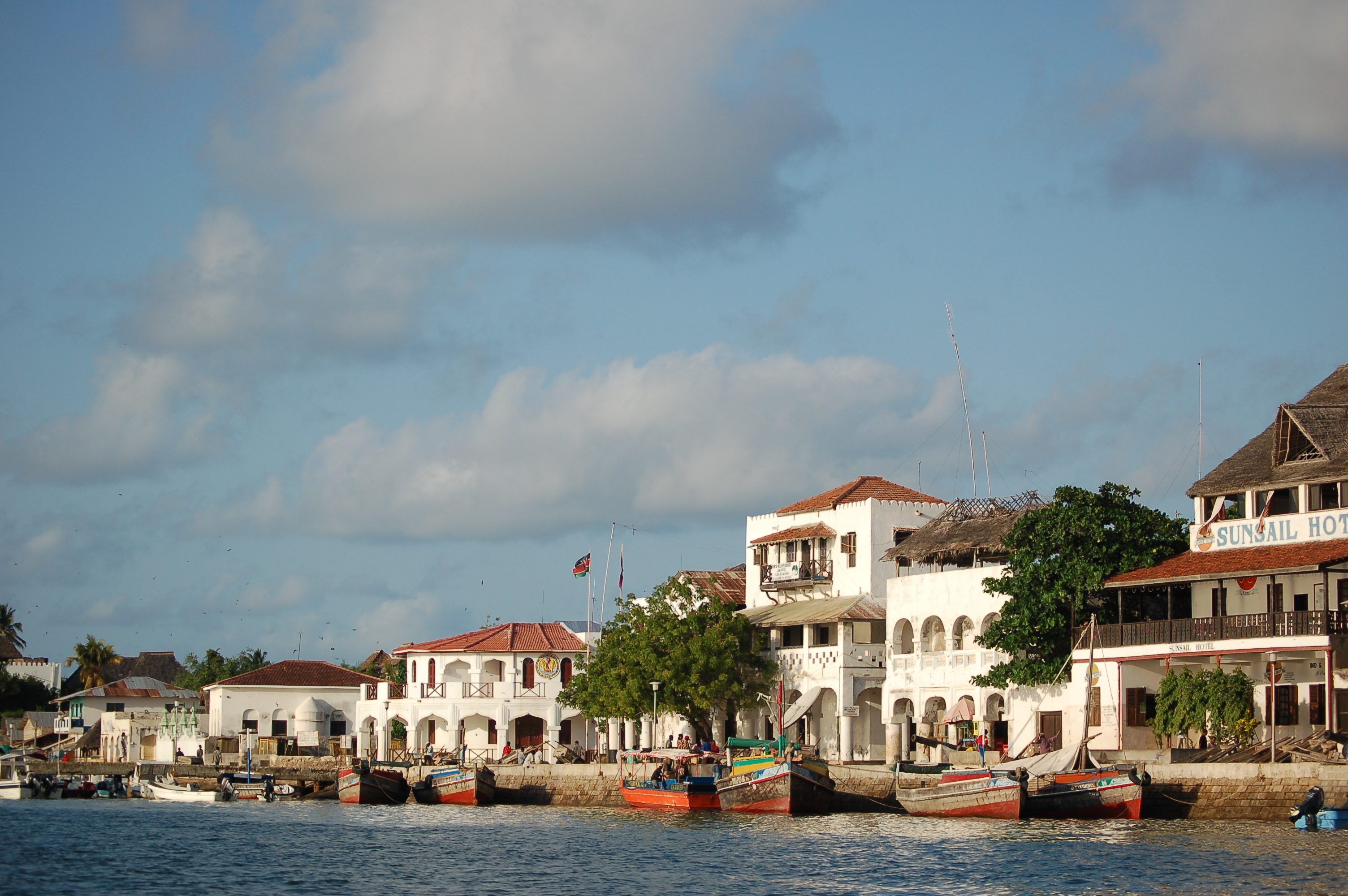
Lamu Town, Kenia

## Klimapolitik

CO_{2}-Emissionen (inklusive Landnutzungsänderungen) per capita zwischen 1950 und 2000

Die Klimapolitik umfasst alle politischen Maßnahmen zur Begrenzung und zur Anpassung an die Folgen der globalen Erwärmung. Die globale Antwort auf die Klimakrise ist das Übereinkommen von Paris aus dem Jahr 2015. Stand März 2022 haben 53 Länder Afrikas eine nationale Strategie zur Klimapolitik beschlossen. Vom 4. bis 7. September 2023 fand in Nairobi erstmals ein eigener, afrikanischer Klimagipfel statt, parallel zur Africa Climate Week 2023 vom 4. bis 8. September ebenfalls in Nairobi im Vorfeld der UN-Klimakonferenz in Dubai 2023 (COP28). Der eigene Beitrag Afrikas zur globalen Erwärmung ist mit 2 bis 3 Prozent geringfügig.

### Ausbau erneuerbarer Energien
2020 kamen 9 % der in Afrika produzierten Energie aus erneuerbaren Energien und allein 6,8 % aus Wasserkraftwerken. Zwischen 2019 und 2020 stiegen die Produktion von Wasserkraft, Solarenergie und Windkraft um 25 bzw. 13 und 11 %.

### Aufforstungskampagnen

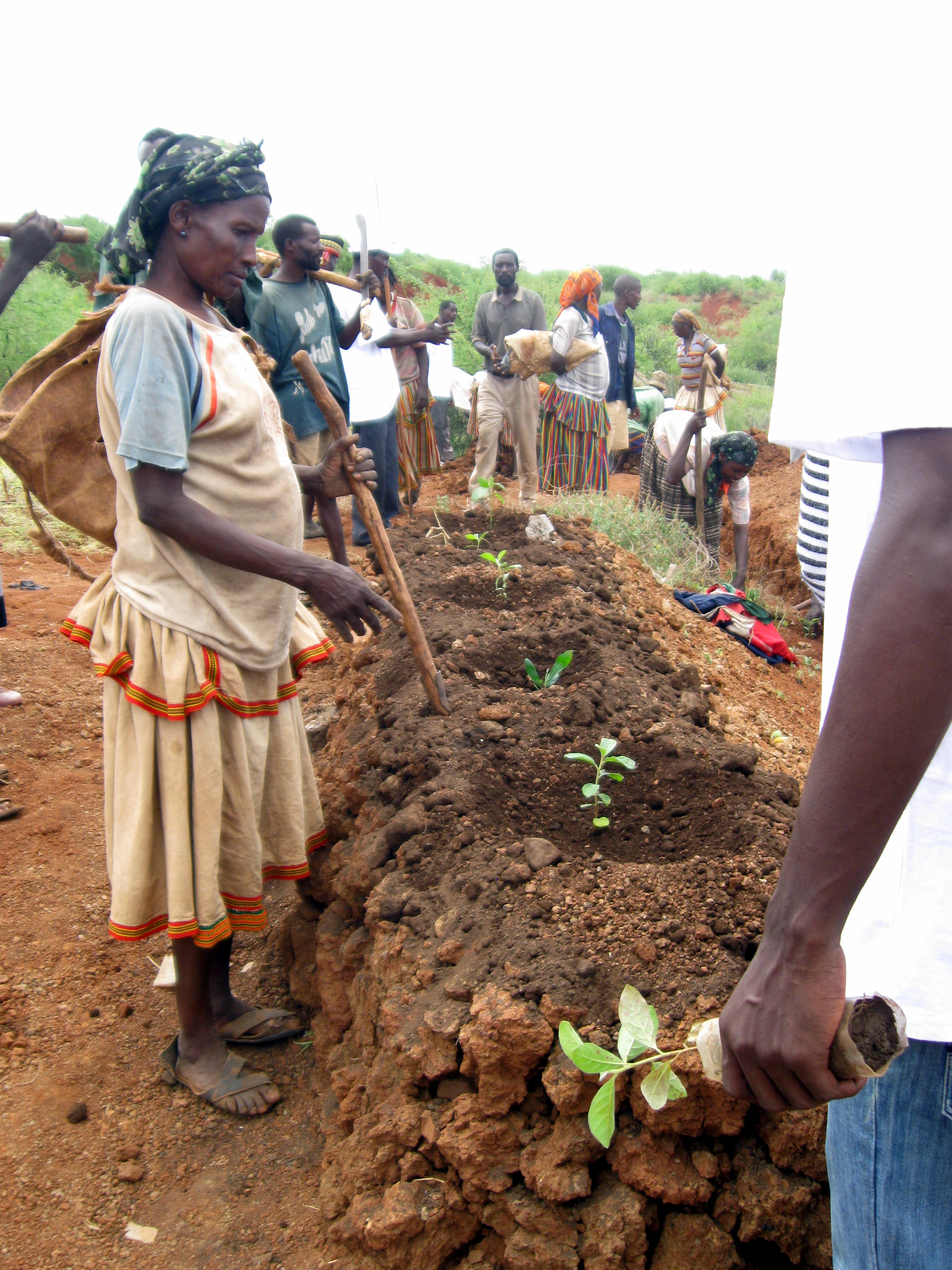
Pflanzaktion in Konso (Äthiopien) zum Weltumwelttag 2012

Zu den klimapolitischen Maßnahmen zählen Aufforstungskampagnen, die zum einen der Reduktion von Treibhausgasen dienen, und anderseits lokal vor allem der Bodenerosion und Wüstenbildung entgegenwirken sollen. Ein bekanntes Beispiel ist die 1977 von der Friedensnobelpreisträgerin Wangari Maathai gegründete Green Belt Movement (GBM, deutsch „Grüngürtel-Bewegung“). Diese ist in Kenia aktiv, wo durch sie Stand 2021 über 51 Millionen Bäume gepflanzt wurden. Eine ambitionierte Aufforstungskampagne ist zudem die African Forest Landscape Restoration Initiative (AFR100), die sich zum Ziel gesetzt hat, bis 2030 in über 30 teilnehmenden Ländern in Afrika 100 Millionen Hektar Wald zu pflanzen, was jedoch Stand Juni 2021 mit 129.912.800 Hektar bereits übertroffen wurde. Das Projekt macht damit den größten Anteil der für die Bonn Challenge bis 2030 weltweit zugesagten Flächen von 350 Millionen Hektar aus. Im Zuge der Pan-African Action Agenda on Ecosystem Restoration haben afrikanische Länder weitergehend geplant bis 2030 über 200 Millionen Hektar Wald wiederherzustellen. In Nordafrika gibt es die Initiative Große Grüne Mauer der Sahara und des Sahel (kurz GGWSSI; englisch Great Green Wall of the Sahara and the Sahel Initiative) mit der Zielsetzung von 100 Millionen Hektar und in Algerien seit den 1960er Jahren die Barrage vert. Einige der genannten Pläne überschneiden sich, sodass die zugesagten Flächenangaben nicht einfach addiert werden können. Die Projekte sind teilweise umstritten. Für die AFR100 sollen beispielsweise auch weniger geeignete Gebiete wie Savannen und Graslandschaften genutzt werden. Aufforstungen können im Vergleich zu grasbewachsenen Ökosystemen die unterirdische Kohlenstoffspeicherung verringern und den oberirdischen Kohlenstoffverlust durch Brände und Dürre erhöhen, sodass in diesen Gebieten möglicherweise ein negativer Effekt hinsichtlich der Speicherung von Kohlenstoff das Ergebnis wäre. Auch das Potential für Viehhaltung und Ökotourismus wäre reduziert. Zudem bewirkt der durch die Waldflächen verringerte Albedo einen Temperaturanstieg. Ein weiteres Problem ist, dass bei Aufforstungen oft nicht einheimische Pflanzen wie Eukalypten oder Kiefern gepflanzt werden, die in einige Regionen Afrikas zu invasiven Arten geworden sind, mit negativen Auswirkungen auf die Biodiversität, Waldbrandgefahr und Wasserressourcen.

### Küsten- und Meeresschutz

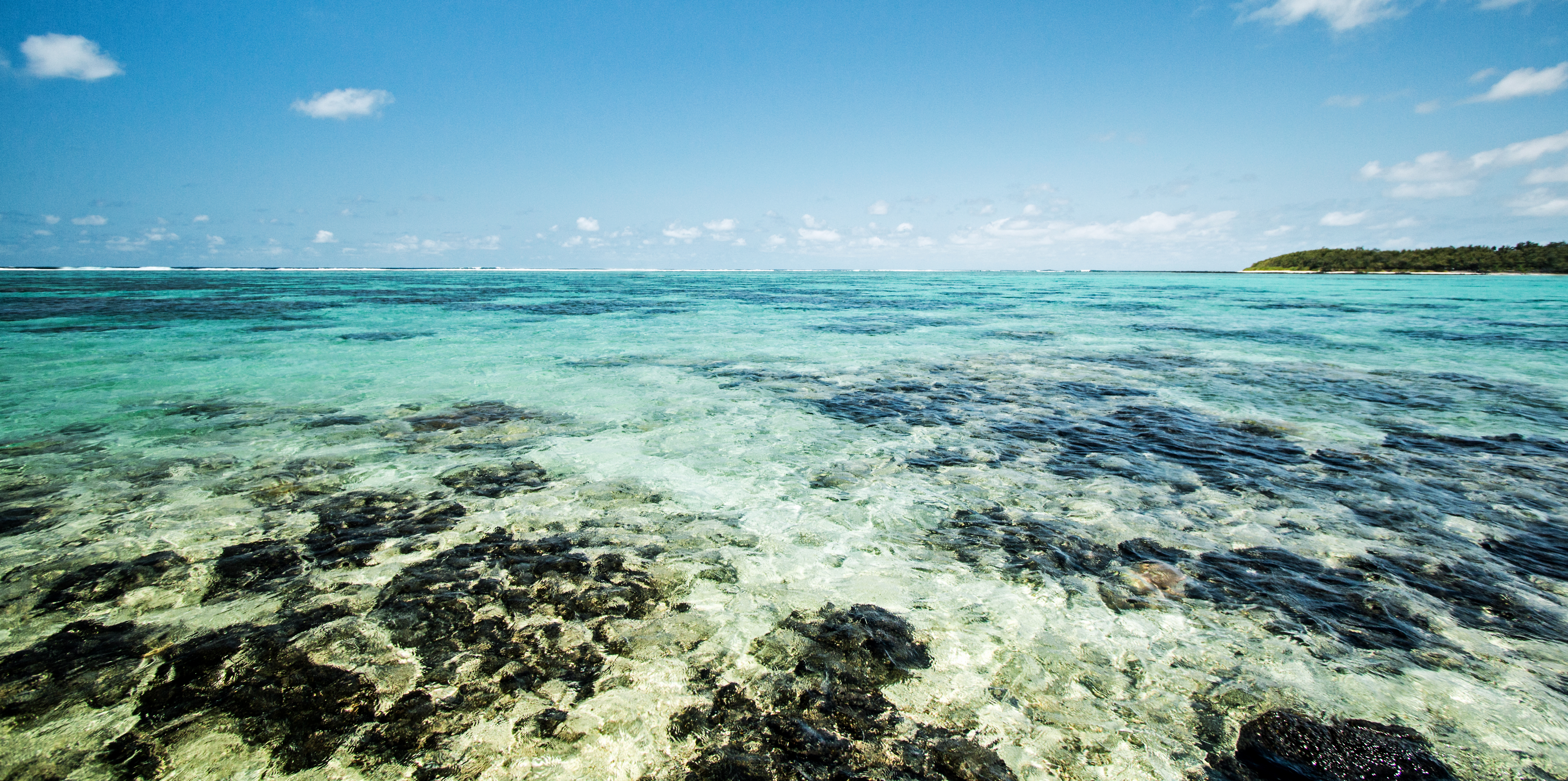
Ein Abschnitt des Blue Bay Marine Parks im Südosten von Mauritius

Die Wiederherstellung von Korallenriffen kann sich positiv auf den Küstenschutz auswirken. So wurde in Madagaskar eine Reduktion der Wellenhöhen beobachtet. Auch Seegraswiesen, Mangroven und Marschland bieten Küstenschutz und Lebensraum für gefährdete Arten. Der Nutzen von Meeresschutzgebieten für Korallenriffe ist ab einem gewissen Temperaturanstieg jedoch begrenzt, da zum Beispiel Korallenbleichen nicht verhindert werden können. Beispiele für Meeresschutzgebiete in Afrika sind in Namibia Meob-Chamais, an der kenianischen Küste der Kisite-Mpunguti-, Watamu- und Malindi-Meeres-Nationalpark sowie der Sainte-Anne-Marine-Nationalpark auf den Seychellen, der Blue Bay Marine Park im Südosten von Mauritius und das zu Frankreich gehörende Nationale Naturschutzgebiet Glorieuses-Archipel nördlich von Madagaskar.